# فريدريك وليامز
السير فريدريك وليامز (بالإنجليزية Sir Frederic Calland Williams)  (26 يونيو 1911 في ستوكبورت - 11 أغسطس 1977 في مانشستر)، يُعرف أيضًا باسم 'فريدي ويليامز'، وهو مهندس إنجليزي.

## التعليم
تلقى وليامز تعليمه في مدرسة ستوكبورت، ودرس في جامعة مانشستر حيث حصل على بكالوريوس العلوم، كما حصل على ماجستير في العلوم، وحصلى على الدكتوراه في عام 1936، وذلك بعد دراسته في جامعة أكسفورد.

## أبحاثه العلمية
عمل وليامز في أبحاث الاتصالات (Telecommunications Research Establishment)، وكان له دور كبير أثناء الحرب العالمية الثانية في تطوير أجهزة الرادار.
وفي عام 1946 تم تعيينه رئيسًا لقسم الهندسة الكهربائية في جامعة مانشستر، وشارك مع توم كيلبورن في عمل أول برنامج مخزن رقميًا على جهاز الكمبيوتر (مانشستر مارك 1). كما يعتبر اختراع أنبوبة وليامز - كيلبورن من أوائل أجهزة الذاكرة وتخزين البيانات.